# Tomonde (Cerdedo-Cotobade)
Tomonde (oficialmente y en gallego: Santa Mariña de Tomonde) es una parroquia del concello de Cerdedo-Cotobade, en la comarca de Tabeirós - Tierra de Montes, provincia de Pontevedra, Galicia, España.